# 耳虫

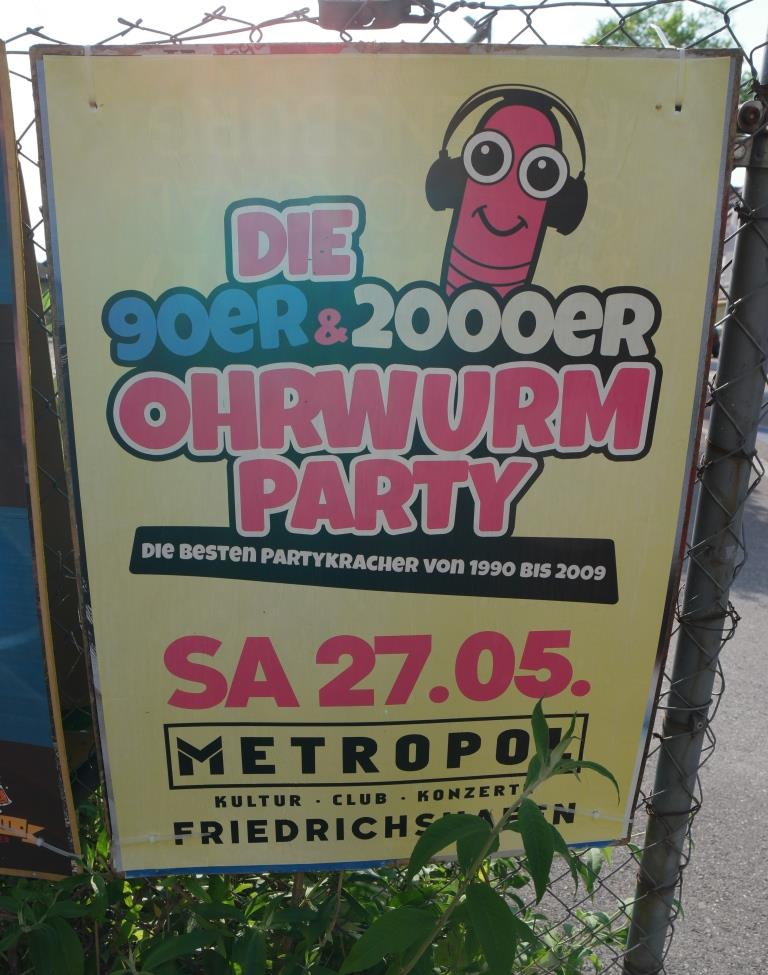

耳虫，非自愿的音乐意象（Involuntary Musical Imagery），是指某段音乐在脑中不断重复的现象，科学家发现很多音乐都能够形成这种效果。
而James Kellaris和Vicky Williamson的研究表明几乎所有的人都有過过这种经历。其中耳虫的英文字彙「earworm」是从德文「Ohrwurm」借譯过来的，这个词把爬进在脑中的音乐形象地比喻成一只虫。而James Kellaris把“耳虫”引起的这种感觉叫“认知瘙痒”（cognitive itch），並且让人忍不住想去回想。

## 症狀
耳虫现象虽然普遍但它基本上是无害的，在Philip Beaman和James Kellaris的研究中只有少数人表示耳虫让他们无法集中注意力做事。而且耳虫现象一般持续时间不会太长，平均约半小时。不過那些常覺得音乐很重要的人越容易受其干扰也越難解決這類症狀，而那些较少体验到这种现象的人也容易被影响。另外耳虫会不会让你不舒服与它持续的时间无关，反而是由於感到困烦而越趨难受。
通常回响在人们脑中的音乐以流行乐为主，不過每个人的歌甚少有相同的，這使得科学家找不到这些音乐引起耳虫现象的共同点，但通常这些音乐是自己比较熟悉的。一般来说重复的都是音乐的一小段，在Philip Beaman和James Kellaris的研究中副歌占了33%、27%是歌曲的其他部分（通常只有一两句），但也有28%的情况重复的是整首歌。同一首歌老是重复出现的情况即使对同一个人来说也很少见，而且同一首歌重复的情况较可能在第一次脑中紀錄了歌曲後，於之後的幾天内出现。

## 舒緩
Philip Beaman和James Kellaris的調查中有46.67%的人選擇回想、聆聽、或者歌唱其他的歌取來舒緩症狀，有25.71%的人則用其他的方法轉移注意力，如和別人聊天、想一些其他的事情等。另外18.1%的人選擇什麼也不做或者直接睡覺去。其中研究人員發現以最後一種的效果最好，其他方法反而容易得到反效果。對此主要是因為根據心理學家發現的自我控制的逆效應（theory of ironic mental control），也就是越是努力想把某些東西或想法趕出意識則往往越讓自己忍不住去想它。

## 比較
强迫症患者较经常报告出現耳虫现象，但二者是有区别的。首先强迫症的類似狀況會让人感到痛苦的，而耳虫现象只在少数情况下让人觉得难受。而且不像耳虫现象，强迫症里出现的同一首歌不会只出现一次並在第二天就完全消失，相反地会持续地骚扰患者。另外耳虫和幻听的区别在于幻听是精神分裂症的一种症状，幻听的时候為大脑認知到聲音出現並且加以聆聽，然而耳虫现象只是不断回想这段音乐，但並不會有聽到聲音的真实感受。

## 外部連結
- Vadim Prokhorov, , The Guardian, 22 June 2006  [2013-04-16], （原始内容存档于2008-10-11）
- Divya Singhal, , December 8, 2011
- Lassi A. Liikkanen, ,   [2013-04-16], （原始内容存档于2012-10-12）
- . TV Tropes (TVtropes.com).   [2013-04-16]. （原始内容存档于2021-04-13）.